# امداد و نجات کوهستان
و ((آتش نشانی))

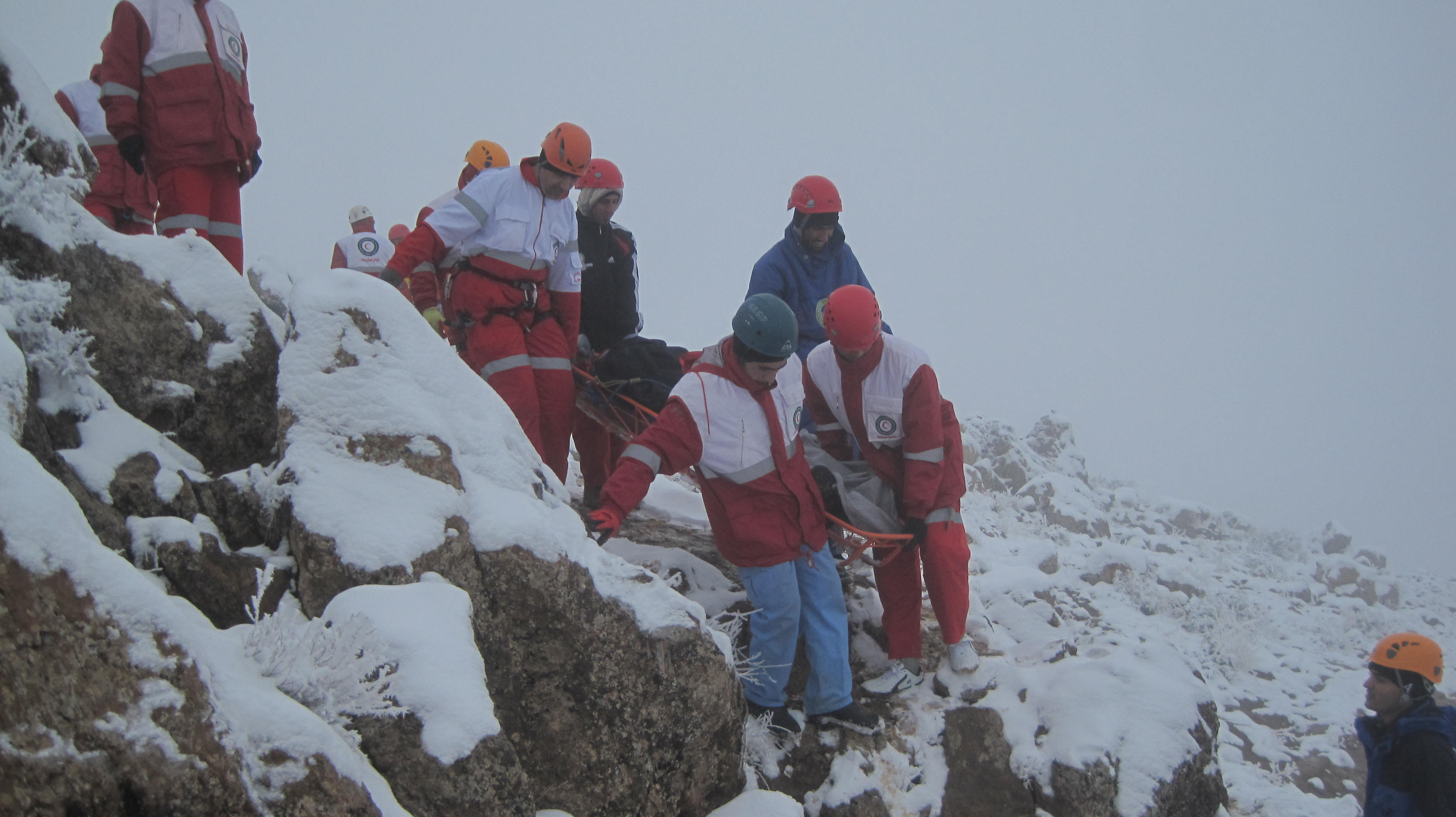
تیم عملیات امداد و نجات در کوهستان جمعیت هلال احمر ایران

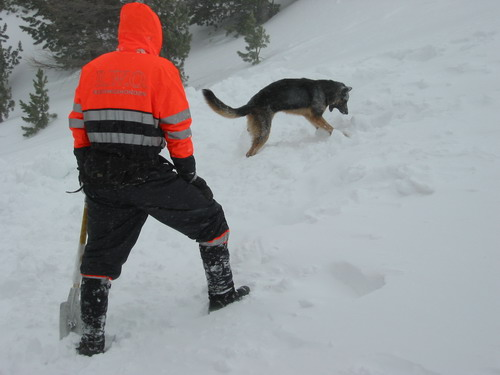
سگ امداد و نجات کوهستان در حال یافتن قربانیان

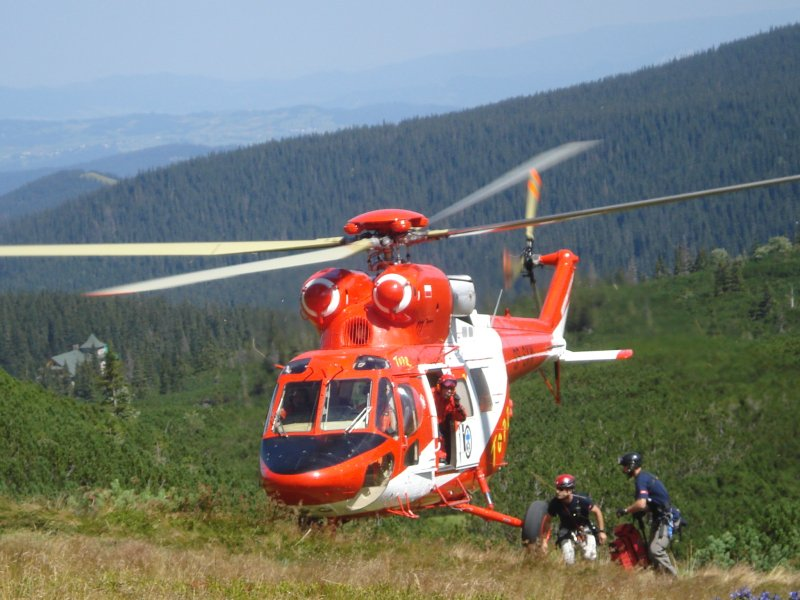
بالگرد عملیات امداد و نجات در کوهستان

عملیات امداد و نجات در کوهستان (به انگلیسی: Mountain Search and rescue)، به عملیات امداد و نجات و کلیه اعمالی که در یک محیط کوهستانی، جهت یافتن افراد و حفظ زندگی آنان (که در شرایط دشوار انجام می‌گیرد)، گفته می‌شود. البته این تعریف برای امداد در دیگر نواحی بمانند بیابان نیز یکسان می‌باشد.

این فعالیت‌ها بیشتر در محیط‌های نامناسب و ناهموار کوهستانی انجام می‌گیرند.

اغلب از بالگرد و سگ‌ها، جهت جستجوی کوهستان استفاده می‌شود.

ممکن است به امدادگران حرفه‌ای و گروه‌های داوطلبانه کوهستان در ازای ارائه خدمات، مبلغی پرداخت شود به طوری که این خدمات بیشتر در مناطقی با بیشترین میزان تقاضا بمانند آلپ، پارک ملی، کوهستان‌ها و پیست اسکی انجام می‌گیرد.

با این وجود در بعضی مناطق، فعالیت زیاد، آشنایی به طبیعت منطقه و افزوده بر آن، تکنیک‌های خاص و دانش محلی نیاز می‌باشد و ضرورت بکارگیری از نیروی داوطلبانه را بیش از پیش روشن می‌کند.

در حال حاضر این گروه‌ها شامل کوهنوردان محلی و راهنمای تور می‌باشند. در اغلب موارد گروه‌های حقوق بگیر إمداد در کنار إمداد گران داوطلب کار می‌کنند. به عنوان مثال یک گروه إمداد هوایی که دست مزد خود را می‌گیرد در کنار إمداد زمینی فعالیت می‌کند.

خدمات إمداد کوهستان رایگان است هر چند در بعضی کشورها دست مزد (کار مزد) خود را مطالبه می‌کنند و این خدمات رایگان نمی‌باشد.

البته در این مورد، استثنا هم وجود دارد. در کشور سوئیس که هزینه‌های إمداد کوهستان خیلی بالا است (بین ۲۰۰۰ تا ۴۰۰۰ دلار) و به مصدوم تحمیل می‌شود.

در مناطق دور دست یا کمتر توسعه یافته سامان دهی خدمات کم اهمیت است یا وجود ندارد.

## بر پایه کشور

### ایرلند
خدمات إمداد کوهستان در ایرلند، زیر چتر انجمن نجات کوهستان، در ایرلند فعالیت می‌کند.

### کانادا
در پنج پارک ملی کانادا با نام Canadian Rockies، إمداد کوهستان به تنهایی مسئولیت برنامه متخصصان امنیت کوهستان را بر عهده دارد. ثبت نام از گروه‌های داوطلب در مراکز اطلاع‌رسانی انجام می‌شود و چنانچه یک گروه کوهنوردی تا یک زمان و روز مشخص با پارک ملی، تماس نگیرد آنها عملیات جستجو را آغاز می‌کنند. البته از گروه‌ها انتظار می‌رود به خود متکی بوده و تا روز بعد منتظر إمداد نباشند. پارک ملی، در صورتی همان روز عملیات جستجو را آغاز می‌کند که روشنایی روز و شرایط آب و هوایی این امکان را فراهم کند.

هزینه‌های إمداد از طریق هزینه ورودی پارک تأمین می‌شود.

### سوئیس
خدمات نجات هوایی (REGA)، ارائه دهنده خدمات فوریت‌های پزشکی در سوئیس (بویژه کوهستان‌ها) می‌باشد. این سازمان به سوئیسی‌های خارج از آن کشور نیز در موقعیت‌های اضطراری، خدمات می‌رساند.

### فرانسه
ژاندارمری ملی فرانسه مسئول نجات کوهستان است. باداشتن نیروی پلیس شبه نظامی و اعمال قوانین، این مرکز مأموریت‌های گسترده‌ای را انجام می‌دهد که عمدتاً شامل جستجو و نجات، حفاظت از مناطق کوهستانی، اجرای قانون، جلوگیری از سوانح و امنیت عمومی، ارائه گزارش‌های کارشناسی به دادگاه می‌شود.

### هنگ کنگ
بر اساس وب سایت سرویس خدمات شهروندی نجات کوهستان، در سال ۱۹۶۷ به تقاضای خدمات نجات کوهستان تأسیس شد.ام.آر. اس، دو مرکز فرماندهی دارد یکی در جزیره هنگ کنگ و دیگری در کولون پنسیلوانیا واقع شده‌است. در سال ۲۰۰۵ ام.آر. اس، به شرکت جستجو و إمداد کوهستان تغییر نام داد و مسئولیت امداد در زمین‌های اطراف تپه‌های هنگ کنگ را بر عهده داشت.

### اسپانیا
از سال ۱۹۸۱ گروه جستجو و نجات Gaurdia Civil مسئول إمداد کوهستان بوده‌است. تا آن زمان گروه‌های داوطلبانه کار إمداد را انجام می‌دادند.
- این واحد به چند گروه تقسیم می‌شدند:

واحد ویژه کوهستان

گروه اعزامی آلپین Alpin

تیم رقابتی

مرکز ویژه تمرین کوهستان

### بریتانیا
در بریتانیا نجات کوهستان مشارکتی رایگان بوده که بدست داوطلبان و آتش نشانی انجام می‌گیرد. هر تیم به صورت یک خیریه جدا از هم، کار می‌کند و بواسطه سازمان‌های منطقه‌ای و ارگان‌های ملی به یکدیگر متصل می‌باشند.

## نگارخانه

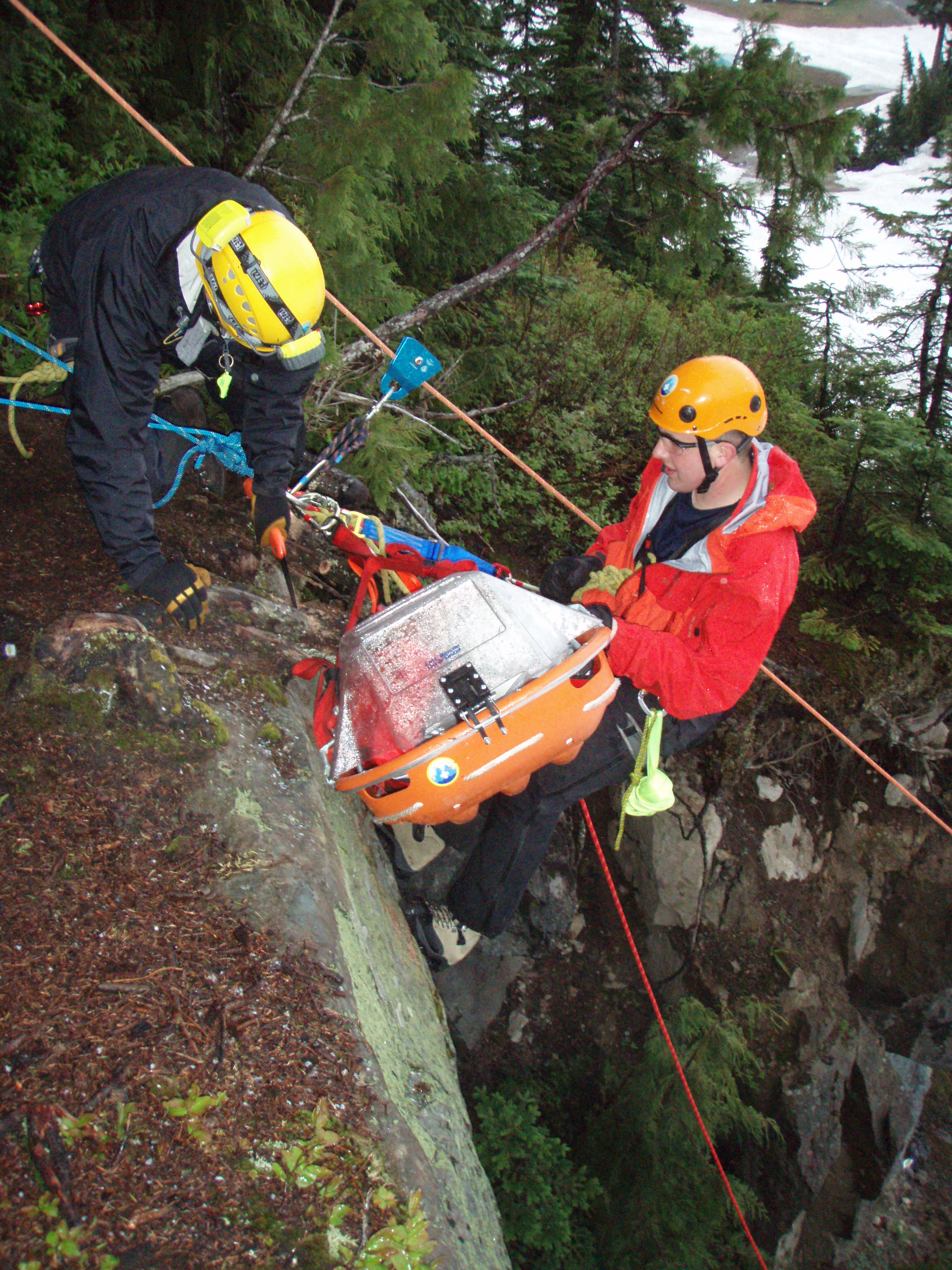
اعضای تیم نجات در حال تمرین آموزشی بر روی دیواره
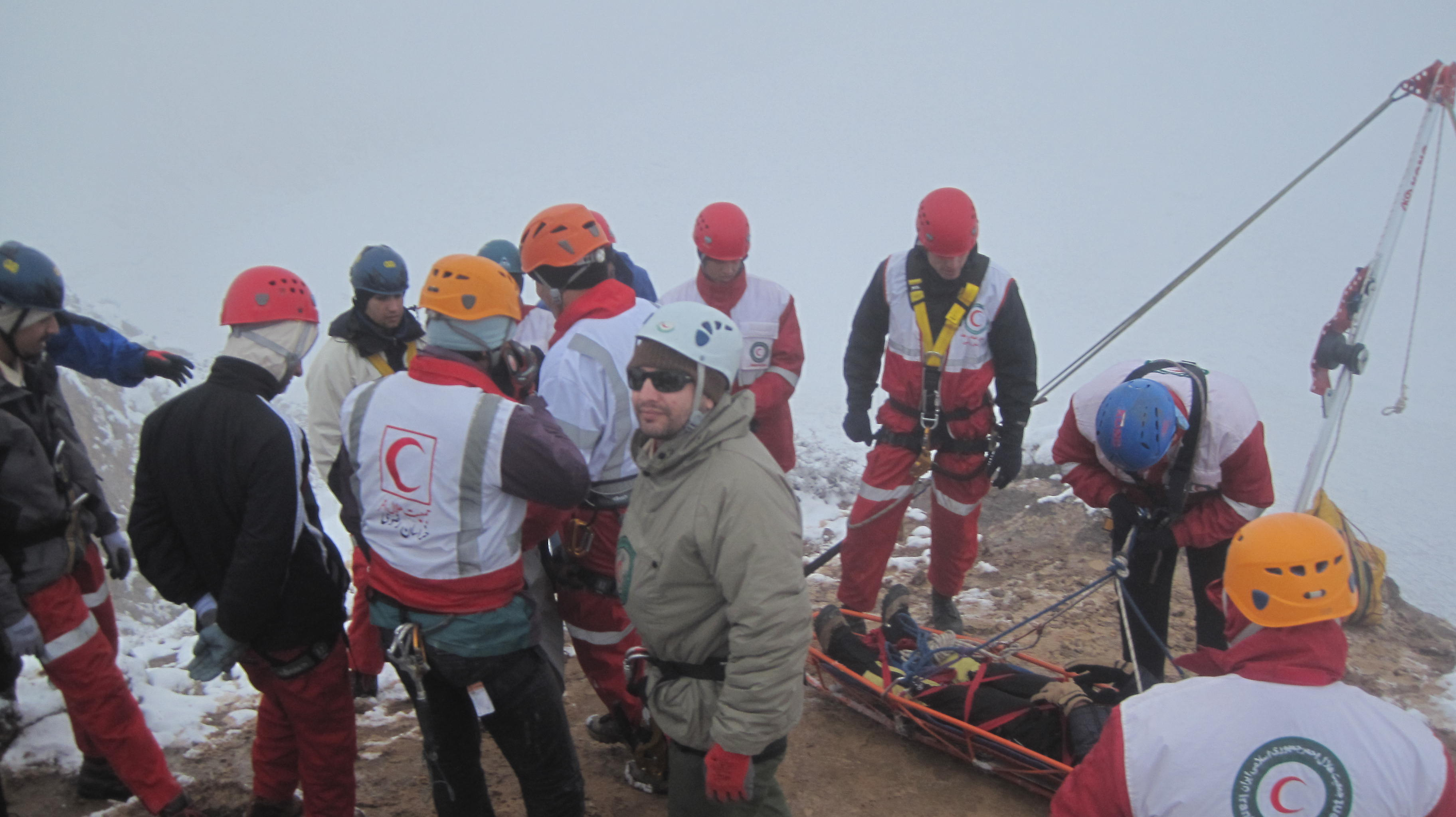
دوره تخصصی نجات در کوهستان جمعیت هلال احمر
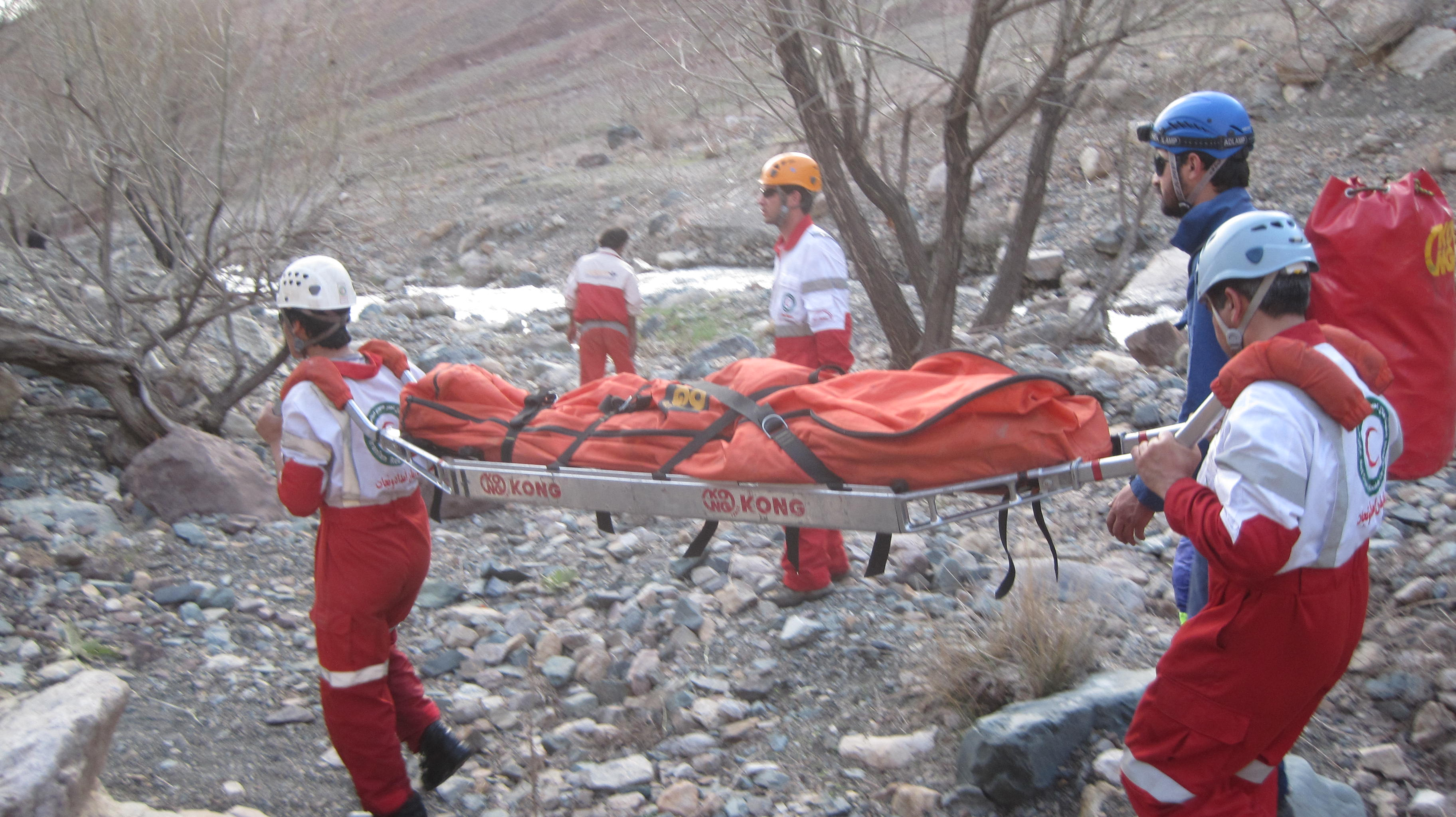
تیم نجات کوهستان هلال احمر ایران در حال حمل مصدوم